# Chung Sye-kyun
Chung Sye-kyun (n. 5 noiembrie 1950, Jinan (Jeolla de Nord), Jeolla de Nord, Coreea de Sud) este un politician sud-coreean, fost președinte al Adunării Naționale și fost prim-ministru al Coreei de Sud.
Anterior a fost președinte al principalului partid de opoziție Partidul Democrat între 2008 și 2010 și de două ori președinte al predecesorului său, Partidul Uri, mai întâi ca interimar din octombrie 2005 până în ianuarie 2006, și apoi ales din februarie 2007 până la dizolvarea Partidului Uri în august 2007.
La 9 iunie 2016, a fost ales Președinte al Adunării Naționale pentru un mandat de doi ani. După ce a devenit președinte al Adunării, conform legii care spune că președintele nu poate fi membru al unui partid, a părăsit Partidul Democrat. Calitatea de membru al partidului a fost restabilită automat când mandatul său de președinte a expirat la 29 mai 2018.